# Charles Blaskowitz
Charles Blaskowitz (ur. 1750 lub 1751, zm. 4 sierpnia 1823 w Lambeth) – brytyjski podróżnik i topograf wojskowy.
Urodził się w 1750 lub 1751 roku. Pochodził z Prus. Był wojskowym topografem. W latach 1765–1784 rysował mapy wschodnich wybrzeży Ameryki Północnej, od Zatoki Świętego Wawrzyńca po Charleston w Wirginii. W 1775, w trakcie wojny o niepodległość Stanów Zjednoczonych otrzymał stopień kapitana. Powrócił do Anglii. Zmarł w Lambeth 4 sierpnia 1823 roku.